# Christelle Dubos
Pour les articles homonymes, voir Dubos.
Christelle Dubos, née le 26 mars 1976 au Coteau (France), est une femme politique française.
Travailleuse sociale de formation, elle est élue conseillère municipale de Sadirac en 2014.
Après avoir rejoint La République en marche, elle est élue députée lors des élections législatives de 2017 dans la douzième circonscription de la Gironde.
D'octobre 2018 à juillet 2020, elle est secrétaire d'État auprès du ministre des Solidarités et de la Santé, poste successivement occupé par Agnès Buzyn puis Olivier Véran.

## Vie familiale et parcours professionnel
Christelle Dubos est née le 26 mars 1976 au Coteau, dans le département de la Loire. Elle est la fille d'un ingénieur et d'une couturière.
Elle est nommée médiatrice de la CNAF et des CAF à compter du 23 juin 2022.

## Parcours politique

### Élue locale
Sa carrière politique débute en 2014 lorsqu'elle est élue conseillère municipale de Sadirac (Gironde) : elle devient adjointe au maire, Daniel Coz (divers gauche), chargée des affaires sociales, du logement et des solidarités.
En 2017, après avoir été élue députée, elle démissionne de son mandat d'adjointe pour se conformer à la loi en vigueur sur le non-cumul des mandats, mais reste conseillère municipale jusqu'aux élections municipales de juin 2020.

### Députée
Elle s'engage dans le mouvement En marche en décembre 2016 et assure la co-animation du comité local de l’Entre-deux-Mers.
Le 11 mai 2017, elle est investie par La République en marche pour être candidate à l'élection législative sur la douzième circonscription de la Gironde. Elle l’emporte le 18 juin 2017 avec 56,71% des voix devant Christophe Miqueu, candidat La France insoumise. Elle succède ainsi à la socialiste Martine Faure, qui avait décidé de ne pas se représenter.
À la suite de cette élection, en application de la règle de non-cumul des mandats, elle quitte ses fonctions d'adjointe au maire de Sadirac pour se consacrer à son mandat de députée, mais reste conseillère municipale.
Christelle Dubos intègre la commission des Affaires économiques de l’Assemblée nationale, dont elle devient la secrétaire. Elle s’investit particulièrement sur la cohésion des territoires, le logement et l'insertion professionnelle.
Elle est, en parallèle, membre du conseil d'administration du fonds d’expérimentation territoriale contre le chômage de longue durée.
En tant que députée, elle est co-rapporteure du projet de loi ELAN, notamment sur les volets liés au logement et à la mixité sociale. 

### Secrétaire d’État auprès du ministre des Solidarités et de la Santé
Le 16 octobre 2018, elle est nommée secrétaire d’État auprès de la ministre des Solidarités et de la Santé dans le second gouvernement Philippe, auprès de la ministre des Solidarités et de la Santé, Agnès Buzyn.
Chargée par la ministre des Solidarités et de la Santé des questions sociales et des politiques familiales, Christelle Dubos s'est vu confier la mise en place de la Stratégie nationale de prévention et de lutte contre la pauvreté, présentée par Emmanuel Macron le 13 septembre 2018.
À la suite du Grand débat national, Christelle Dubos a conduit la mise en place du Service public de versement des pensions alimentaires.
Après la nomination d'Olivier Véran, Christelle Dubos a poursuivi aux côtés du nouveau ministre des Solidarités et de la Santé les travaux sur les politiques sociales et familiales, notamment pendant la crise liée au COVID-19. La secrétaire d'Etat a notamment annoncé le 23 avril 2020 la mise en place d'un plan d'urgence pour soutenir l'aide alimentaire à hauteur de 39 millions d'euros, afin de permettre aux associations d'aide alimentaire de répondre à l'augmentation du recours à l'aide alimentaire face à l'épidémie.
Le 1er juillet 2020, Christelle Dubos annonce un nouveau renfort de l'aide alimentaire de 55 millions d'euros supplémentaires pour l'année 2020.
En mai 2020, dans le contexte de la pandémie de Covid-19, Marianne la présente comme une « ministre fantôme », estime qu'« elle est peut-être la ministre la plus méconnue du gouvernement » et relève qu'elle « n'intervient jamais dans les médias nationaux », « s'exprime très rarement au Parlement et pas plus auprès des acteurs du secteur sanitaire, comme ceux des Ehpad ».

### Retour à l'Assemblée nationale
Elle retrouve son siège de députée à compter du 4 août 2020.
Elle annonce qu'elle ne sera pas candidate pour les élections législatives en 2022.

## Décoration
- Chevalier de la Légion d'honneur (2025)[21]